# Герб Ленинградской области
Герб Ленинградской области — символ Ленинградской области Российской Федерации, утверждён 9 декабря 1997 года, описание герба изменено законом от 11 августа 1998 года. Герб внесён в Государственный геральдический регистр Российской Федерации под регистрационным номером 435.

## Описание и обоснование символики
Геральдическое описание (блазон) гласит:
В лазоревом (синем, голубом) поле накрест серебряный якорь и поверх его — золотой ключ ушком вверх; в червлённой (красной) главе щита — серебряная зубчатая мурованная стена.
Автор герба — В. И. Евланов.
Ключ в гербе символизирует стратегическое положение региона на северо-западе России. Через Ленинградскую область Россия получила выход к Балтийскому морю, когда Пётр I «прорубил окно в Европу». Серебряный якорь указывает на морские порты. Зубчатая стена олицетворяет крепости, расположенные в Ленинградской области. Цвета герба — красный, синий и белый — являются цветами Российского флага.

## История
Ленинградская область РСФСР была образована 1 августа 1927 года, однако до 1997 года герба не имела.
16 мая 1997 года губернатор области объявил открытый конкурс на разработку официальных символов — герба, флага и гимна Ленинградской области. 1 августа 1997 года конкурс закончился, в номинации на разработку герба и флага первую премию получил В. И. Евланов; вторую премию — авторский коллектив в составе А. А. Парушкина и В. В. Мочалова; третью премию — В. Л. Иофин. 29 июля, незадолго до официального окончания конкурса, Законодательное собрание области приняло постановление о принятии проекта В. И. Евланова в качестве временного (до официального принятия закона о символике области) герба области.
Герб Ленинградской области на основе выигравшего конкурс проекта утверждён Законом «О гербе и флаге Ленинградской области» № 74-ОЗ от 31 декабря 1997 года (принят Законодательным собранием Ленинградской области 9 декабря 1997 года). Согласно тексту Закона:

герб Ленинградской области представляет собой изображение на геральдическом щите с отношением ширины к высоте 8:9 серебряного якоря, пересечённого золотым ключом на лазоревом (голубом) поле. В верхней части щита изображена серебряная зубчатая стена в перевязь на красном поле.

Законом Ленинградской области от 11 августа 1998 года № 28-ОЗ (принят Законодательным собранием 7 июля 1998 года) внесены поправки в описание герба, используемое и в настоящее время. После уточнения описания герба герб Ленинградской области внесён в Государственный геральдический регистр. С 2015 года 9 декабря в области отмечается как День герба, флага и гимна Ленинградской области.